# Ракетник
«Ракетник» (англ. RocketMan)— науково-фантастична кінокомедія 1997 року Стюарта Гілларда про дивака, який здійснив першу експедицію на Марс.

## Сюжет
Дивакуватий Фред — геній комп'ютерних технологій. Йому вдається створити новий навігатор. Для польоту на Марс збирають команду космонавтів. Випадково один з астронавтів завдає травми двом своїм колегам і вони не зможуть взяти участь в експедиції. У Фреда з'являється нагода замінити їх і побувати на Марсі. Із собою він бере мавпу Одісея. Капітан космічного корабля незадоволений заміною досвідчених колег та на червоній планеті лише новачок зможе впоратись з небезпекою, яка чекала на них.

## У ролях
| Актор              | Роль           |
| ------------------ | -------------- |
| Гарленд Вільямс    | Фред Рендалл   |
| Джессіка Ланді     | Джулія Форд    |
| Вільям Седлер      | Дикий Білл     |
| Джеффрі ДеМанн     | Пол Вік        |
| Бо Бріджес         | Бад Несбітт    |
| Джеймс Пікенс мол. | Бен Стівенс    |
| Шеллі Дювалл       | місіс Рендалл  |
| Гейлар Сартен      | містер Рендалл |

## Створення фільму

### Виробництво
Знімання фільму відбувалося в Техасі, США.

### Знімальна група
- Кінорежисер — Стюарт Гіллард
- Сценаристи — Орен Овів, Крейг Мезін, Грег Ерб
- Кінопродюсери — Роджер Бірнбаум, Ерік Л. Голд, Ерік Роун, Маркус Тертлтоб
- Композитор — Майкл Тавера
- Кінооператор — Стівен Постер
- Кіномонтаж — Вільям Д. Гордін
- Художник-постановник — Рой Фордж Сміт
- Артдиректори — Джозеф А. Годжес, Майкл Ріццо
- Художник-декоратор — Бренда Меєрс-Баллард
- Художник по костюмах — Даніель Орланді
- Підбір акторів — Рік Монтгомері, Ден Парада, Бет Сепко[2].

## Сприйняття
Фільм отримав змішані відгуки. На сайті Rotten Tomatoes оцінка стрічки становить 24 % від кінокритиків із середньою оцінкою 3,9/10 (17 голосів) і 72 % на основі 27 956 відгуків від глядачів (середня оцінка 3/5). Фільму зарахований «гнилий помідор» і «попкорн» від глядачів, Internet Movie Database — 5,9/10 (7 818 голосів).